# Kazim Al Sahir
Kazim Al Sahir (arabiska: كاظم الساهر), född 12 september 1957, är en irakisk sångare. Al Sahir har kallats "Mellanösterns Elvis", "Mellanösterns Robbie Williams", "Iraks ambassadör i världen", "Iraks ambassadör för fred" och han hyllas som en levande legend i den arabiska musikvärlden.
Al Sahir har etablerat sig som en av de mest framgångsrika sångarna i arabvärlden. Han har sålt mer än 30 miljoner skivalbum sedan början av sin karriär. Genom att hans musik består av ett brett musikaliskt spektrum från stora romantiska ballader till politiska sånger, från pop till klassisk arabisk musik, har han nått en framgång som inte skådats sedan Om Khalsoums glansdagar. Han är också känd som kärlekens budbärare.

## Biografi
Al Sahir föddes i Mosul, hans mor är från Najaf och far från Bagdad. Han växte upp och tillbringade en stor del av sitt liv i staden Alhurrya  i Bagdad. Han har nio syskon.
Förutom från sin mor, fick Al Sahir inte stöd från sin familj då han ville bli musiker. De trodde inte att han skulle bli framgångsrik, utan ville i stället att han skulle bli läkare eller advokat. Al Sahirs bror tog en gång med honom till ett kafé, fullt av blivande musiker som inte hade något arbete och varnade honom för att själv hamna i samma situation. Men Al Sahir sade att det enda sättet att nå framgång var att respektera musiken och vara sann mot sig själv.

### Tidigt liv
Hans intresse för musik började då han lyssnade på musik på radio och då han fick möjlighet att lära känna verk av kompositörer som Mohammed Abdel Wahab. När han var tio år, började han skriva sånger. Då han var tolv år sålde han sin cykel och köpte en gitarr. För att kunna ackompanjera sina nyskrivna sånger började han lära sig spela gitarr. Det var hans första instrument. Senare bytte han till Oud, ett vanligare arabiskt instrument, och kom vid 21 års ålder in på musikhögskolan i Bagdad. Han var angelägen om att slå igenom med sina egna sånger och sin röst, men blev avvisad av de producenter han kontaktade, då dessa bara ville låta honom sjunga deras eget material. I stället fick han hitta en bakväg för att ta sig in i branschen.

### Yrkeskarriär 1980-1999
En av sina första videor gjorde han i samarbete med en vän som var tv-regissör. Sången var Ladghat El Hayya (Ormbettet) som sändes på irakisk TV 1987, ett år före Iran–Irak-krigets slut. Sången orsakade debatt på grund av det känsliga läge som rådde. Tjänstemän vid irakisk tv bad honom att antingen ändra texten eller så skulle sången förbjudas. Hans vägran att ändra texten och att den därmed förbjöds ökade bara dess popularitet. Han började ge konserter i länderna runt Persiska viken och spela in skivor i Kuwait.
Ett år senare hade han en hit med Obart Al sket (Jag korsade floden). Några av hans lärare vid musikhögskolan kritiserade den som varande sha'bi (popmusik), en bannlyst genre för den som undervisade i klassisk musik. Men protesterna var meningslösa. Al Sahir hade lyckats kringgå systemet och blivit en stjärna på sina egna villkor - han gjorde till och med sin första USA-turné 1989. Då han erövrat popmusiken, återvände Al Sahir till den klassiska musiken och etablerade sig med La Ya Sadiki (Nej, min vän), ett magnum opus av nästan en timmes längd. Genom att där använda maqam (makam), ett slags arabiska skalor som inte använts i irakisk musik på flera decennier, förnyade han en tradition.
Kuwaitkriget och dess omedelbara efterdyningar gjorde att han måste stanna i Irak, men 1993 flyttade han sin verksamhet till Libanon, där han träffade och inledde 1996 ett samarbete med den berömda syriska poeten Nizar Qabbani, som skrev texter till hans musik innan han bosatte sig i Kairo. Qabbani, skrev texter till mer än 30 av Al Sahirs sånger. Utöver Qabbanis dikter, sjöng Al Sahir både politiska och romantiska sånger om Irak och Bagdad, om befolkningens känslor och tragedier.
1998 hade han gett ut tio album och var berömd som konstnär, inte bara som popstjärna. Hans status medförde ytterligare berömmelse och ett växande internationellt anseende som gav honom ett Unicef-pris för sin sång Tathakkar, som han framförde i USA inför USA:s kongress och FN - en av de första riktiga kulturutbytena efter Kuwaitkriget. Året därpå spelade han in en hyllning till påven med en italiensk symfoniorkester.

### 2000-nu
Han är fortfarande förtjust i stora orkestrar vars ljud ger hans musik en särskild karaktär, men är även öppen för tekniska moderniteter. Han tillät exempelvis en ommixning gjord av fusionisterna i Trans-Global Underground av sin sång La Titnahad från albumet El Hob El Moustahil (Den omöjliga kärleken), det första av hans album som gavs ut i USA. I samband med detta framträdde han vid turnén Mondo Melodia tour som gick genom hela USA.
Under 2003 samarbetade Kathem med Lenny Kravitz och gav ut en antikrigssång på Rock The Vote med titeln We Want Peace och kort därefter en sång med titeln The War Is Over med Sarah Brightman. 2004 fortsatte Al Sahir att samarbeta med välkända internationella artister såsom Grammyvinnarna, producenterna  K.C. Porter, Dawn Elder och Quincy Jones. Hans senaste samarbete, Love & Compassion (Hob Wa Haneen), var titelspår på "Arab American National Museum Collectors" utgåva för att hedra de artister som haft mest inflytande på den internationella publiken. På inspelningen framträder den Grammy-belönade singer/songwritern Paula Cole, Def Jam Recordings-artisten Karina Pasian, och Luis Conte, producerade av Dawn Elder and K.C. Porter.
År 2004 medverkade han i en konsert som sändes i radio över hela världen, kallad We are the Future, producerad av Quincy Jones tillsammans med Dawn Elder på Circus Maximus i Rom till förmån för världens barn. I december 2004 framträdde han också vid invigningen av den arabiska fotbollscupen Gulf Cup som sändes över tio satellitkanaler. Han var också den första arabiska artist som medverkade på den officiella olympiska cd:n i samband med OS i Aten.
År 2008
Kazem besökte Sverige för andra gången under sin karriär. Enligt svenska tidningar beskrivs kazem som en levande legend, arabvärldens Michael Jackson och mellanösterns absolut största stjärna. Kazem beskriver sin konsert som en av de bästa under sin karriär och att han gärna kommer fler gånger till Sverige.

## Utmärkelser
- 1999 Unicef award i England för sången Tathakkar[6]
- 2003 Murex d'Or Award - bästa manliga arabiska sångare[7]
- 2004 Publikens pris vid World Music Awards 2004[8] och vinnare i Middle East and North Africa-kategorin.[9]

## Diskografi
- Shajart AL-Zaitoon'8.[1984] Al Ahram'
- Ghazal (1989) Music Box
- Al-Aziz (1990) Al-Nazaer
- Haza Allon (1992) Stallions
- Banat Alaebak (1993)
- La Ya Sadiki (1993) Music Box
- Salamtek Min Al-Ah (1994) Rotana
- Baad Al-Hob (1995) Relax-In
- Aghsili Bilbard (1996) Rotana
- Fi Medreset Al-Hob (6/29/1996) Rotana
- Ana Wa Laila (11/28/1998) Rotana
- Habibeti Wa Al-Matar (1/1/1999) Rotana
- Al-Hob Al-Mustaheel (7/27/2000) Rotana
- Abhathu Anki (9/28/2001) Rotana
- Qusat Habebain (1/1/2002) Rotana
- Hafiat Al-Kadamain (6/29/2003) Rotana
- Ila Tilmitha (11/11/2004) Rotana
- Entaha al Mushwar (11/1/2005) Rotana
- 'Yawmiyat Rajul Mahzoum (3/29/2007) Rotana
- Souwar - Pictures (8/30/2008) Rotana
- Alrasm.Bel.Kalemat (10/10/2009) Rotana
- La Tzidi Lowa (26/12/2010)Rotana